# Ферат Сайфулаєв
Ферат Рефатович Сайфулаєв (нар. 21 липня 1983, м. Ташкент, Узбецька РСР) — кримський татарин, колишній політв'язень Російської Федерації.

## Життєпис
Сайфулаєв Ферат Рефатович народився 21 липня 1983 року в  м. Ташкент Узбецької РСР. У 1991 році сім'я Сайфулаєвих повернулася до Криму, в с. Орлине, м. Севастополь. Після закінчення школи у 2000 році вступив до медресе смт Красногвардійське. Через рік навчання Ферат поступив в Міжнародний Ісламський Університет у м. Медіна, Саудівська Аравія. Отримавши релігійну освіту і вивчивши арабську мову, він став одним з членів громадської організації, мусульманської громади «Авдет». У 2005 році Ферат вступив до філії Київського національного економічного університету імені Вадима Гетьмана в м. Сімферополь. У 2007 році Ферат одружився.
У 2010 році закінчив університет і отримав диплом бакалавра за напрямом «Менеджмент». Пізніше став працювати приватним підприємцем і до моменту арешту займався установкою і налаштуванням систем супутникового телебачення. З 2012 року Ферат став головою громади «Авдет» та імамом в с. Орлине, м. Севастополь. Під його керівництвом проводилися уроки читання Корану для дітей і дорослих. Також він брав участь в організації свят Ораза і Курбан байрам і проводив релігійні ритуали.

## Кримінальне переслідування
2 квітня 2015 року співробітники силових структур провели обшук в будинку Ферата Сайфуллаєва. Він був затриманий у зв'язку з підозрою в участі в забороненій в Російській Федерації  політичній організації Хізб ут-Тахрір  (ч. 2 ст. 205.5 КК РФ «Участь в діяльності терористичної організації»). Крім нього, в участі у тому ж осередку Хізб ут-Тахрір були обвинувачені Руслан Зейтуллаєв, Юрій (Нурі) Примов та Рустем Ваітов.
Окупаційна влада не допускала представників Генерального консульства України до затриманих.
Справа розглядалася Північно-Кавказьким окружним військовим судом, який 7 вересня 2016 року засудив Ферата Сайфулаєва до 5 років позбавлення волі в колонії загального режиму.
Правозахисний центр «Меморіал» стверджує, що доказова база у справі проти Ферата Сайфулаєва була недостатньою: 
«…слідство навіть не спробувало створити видимість планів насильницької діяльності з боку фігурантів, як це було в ряді випадків переслідування Хізб ут-Тахрір в Росії (підкинули зброю, свідоцтва про плани військового перевороту тощо). Фактично їм інкримінувалися тільки теоретичні розмірковування про політику і релігію і зберігання літератури Хізб ут-Тахрір.»  
По інформації адвоката Ферата Сайфулаєва, Едема Семедляєва, адміністрація Колонії № 17 м. Омутнинськ Кіровської області, РФ, де він відбував покарання, здійснювала на нього психологічний тиск — Ферат був поміщений в ШІЗО на півроку за нібито знайдену у нього сім-карту, йому заборонялося читати Коран, чинили перешкоди у підписанні довіреності на ім'я адвоката для звернення в міжнародні інстанції.
31 березня 2020 Ферат Сайфулаєв відбув строк покарання в російській колонії і повернувся в Крим. Після звільнення він залишатиметься під адміністративним наглядом впродовж 8 років.
Правозахисний центр «Меморіал» визнав Ферата Сайфулаєва політичним в'язням.

## Міжнародна реакція
5 жовтня 2017 року Європейського парламент прийняв резолюцію, в якій засудив призначення суворих строків покарання Рустему Ваітову, Руслану Зейтуллаєву, Юрію (Нурі) Примову та Ферату Сайфуллаєву, а також нагадав, що репресії і застосування законодавства про екстремізм, тероризм і сепаратизм привели до серйозного погіршення ситуації в області прав людини на Кримському півострові.

## Сім'я
Дружина — Ельзара, троє неповнолітніх дітей — Аділє, Маліка і Ясін.